# Třída Veinticinco de Mayo
Třída Veinticinco de Mayo byla třída těžkých křižníků argentinského námořnictva, postavená na argentinskou objednávku italskou loděnicí OTO. Postaveny byly dvě jednotky. Jejich projekt byl zmenšenou verzí domácích těžkých křižníků třídy Trento. Ve službě byly v letech 1931–1961. Nahradily je dva křižníky třídy Brooklyn pocházející z přebytků amerického námořnictva.

## Pozadí vzniku
Stavba této třídy byla součástí desetiletého plánu na obnovu floty, schváleného roku 1926. Plán zahrnoval stavbu dvou těžkých křižníků třídy Veinticinco de Mayo, lehkého křižníku ARA La Argentina, dvanácti torpédoborců (z toho dvě jednotky španělské třídy Churruca, tři jednotky třídy Mendoza a sedm jednotek třídy Buenos Aires) a tří ponorek třídy Santa Fe. Oba křižníky této třídy postavila italská loděnice OTO. Křižníky vstoupily do služby v roce 1931. Vyřazeny byly v letech 1960–1961 a následně byly sešrotovány.
Jednotky třídy Veinticinco de Mayo:
| Jméno                         | Založení kýlu | Spuštěna | Dodání | Poznámky                             |
| ----------------------------- | ------------- | -------- | ------ | ------------------------------------ |
| ARA Veinticinco de Mayo (C-2) | 1927          | 1929     | 1931   | vyřazen 24. března 1960 a sešrotován |
| ARA Almirante Brown (C-1)     | 1927          | 1929     | 1931   | vyřazen 27. června 1961 a sešrotován |

## Konstrukce

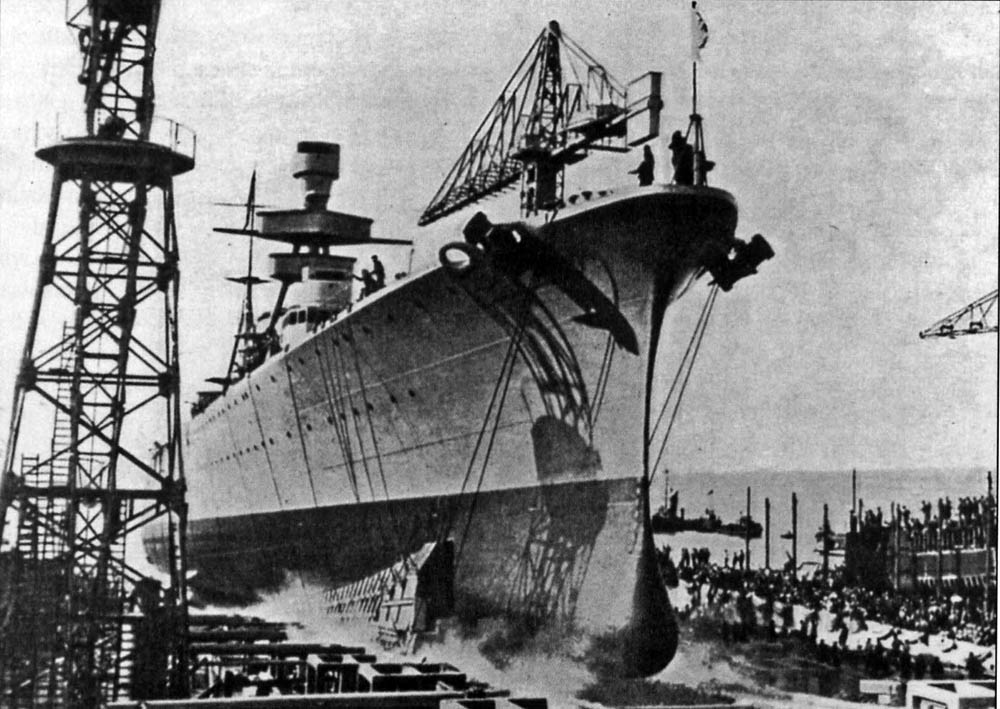
Almirante Brown během spuštění na vodu

Hlavní výzbroj tvořilo šest 190mm kanónů, umístěných ve dvoudělových věžích. Protiletadlovou výzbroj představovalo dvanáct dvouúčelových 100mm kanónů ve dvoudělových věžích a dalších šest jednohlavňových 40mm kanónů. Křižníky také nesly dva trojhlavňové 533mm torpédomety. Byly vybaveny dvojicích průzkumných hydroplánů Grumman J2F Duck. Pohonný systém tvořily dvě parní turbíny Parsons a šest kotlů Yarrow. Nejvyšší rychlost dosahovala 32 uzlů.